# Journal of Organometallic Chemistry
Журнал металоорганічної хімії, скорочено J. Organomet. Chem. — двотижневий реферований науковий журнал, який видається з 1963 року. Опубліковані статті охоплюють всі галузі металоорганічної хімії.
У 2019 році імпакт-фактор журналу склав 2,369.  Індекс наукового цитування за 2014 рік поставив журнал на одинадцяте місце серед 44 журналів у категорії «Неорганічна та ядерна хімія». У категорії «Органічна хімія» він посів 23 місце з 57 журналів.  Статті можуть бути опубліковані у відкритому доступі за окрему плату (гібридна публікація).
Головний редактор — Річард Д. Адамс (Університет Південної Кароліни, США).
Ціна річної передплати становить 13966,71 євро, що робить його одним із найдорожчих наукових журналів. 